# Pedro Henriquez d'Azevedo y Toledo
D. Pedro Henriquez d'Azevedo y Toledo, (Zamora, 18 de setembro de 1525 — Milão, 22 de julho de 1610) foi o Conde de Fuentes, além de um general espanhol e um renomado estratega e diplomata.
Págem na corte de Felipe II de Espanha, partiu em campanha a Portugal, sob alçada do Duque de Alba e logo conseguiu, em 1582, o supremo comando das tropas espanholas. Entre as suas acções esteve a 2 de Agosto a tomada da ilha do Faial, Açores.
Em 1591, começou um longo período de contratempos para a Espanha, como a morte de Alexander Farnese, Duque de Parma, e a subida do seu sucessor ao poder da Flandres, persuadindo assim o rei espanhol, tornando-se também o governador e capitão-general dos milaneses. O temer de uma nova guerra alastrou-se por toda a Itália e, mesmo os nobres venezianos estavam em pânico, armados, prontos para combater. Azevedo y Toledo, assinou então um tratado com o Conde de Saboia e assistiu, posteriormente, à Conspiração de Biron.